# Oscar Aguirre Villalobos
Oscar Aguirre Villalobos fue un político peruano. 
En 1947 fue uno de los fundadores del Club de Leones del Cusco. Fue elegido diputado por el departamento del Cusco en 1956 con 1121 votos en las Elecciones de 1956 en los que salió elegido por segunda vez Manuel Prado Ugarteche. En 1960, fue condecorado con la Orden del Mérito de la República Federal de Alemania en el grado de Gran Cruz al Mérito